# Grigore I de Neapole
Grigore I (d. 755) a fost duce de Neapole de la 740.
Grigore a purtat și titlul de hypatus, de sorginte bizantină.